# Douglas Tilden
 (février 2015).
Si vous disposez d'ouvrages ou d'articles de référence ou si vous connaissez des sites web de qualité traitant du thème abordé ici, merci de compléter l'article en donnant les références utiles à sa vérifiabilité et en les liant à la section « Notes et références ».

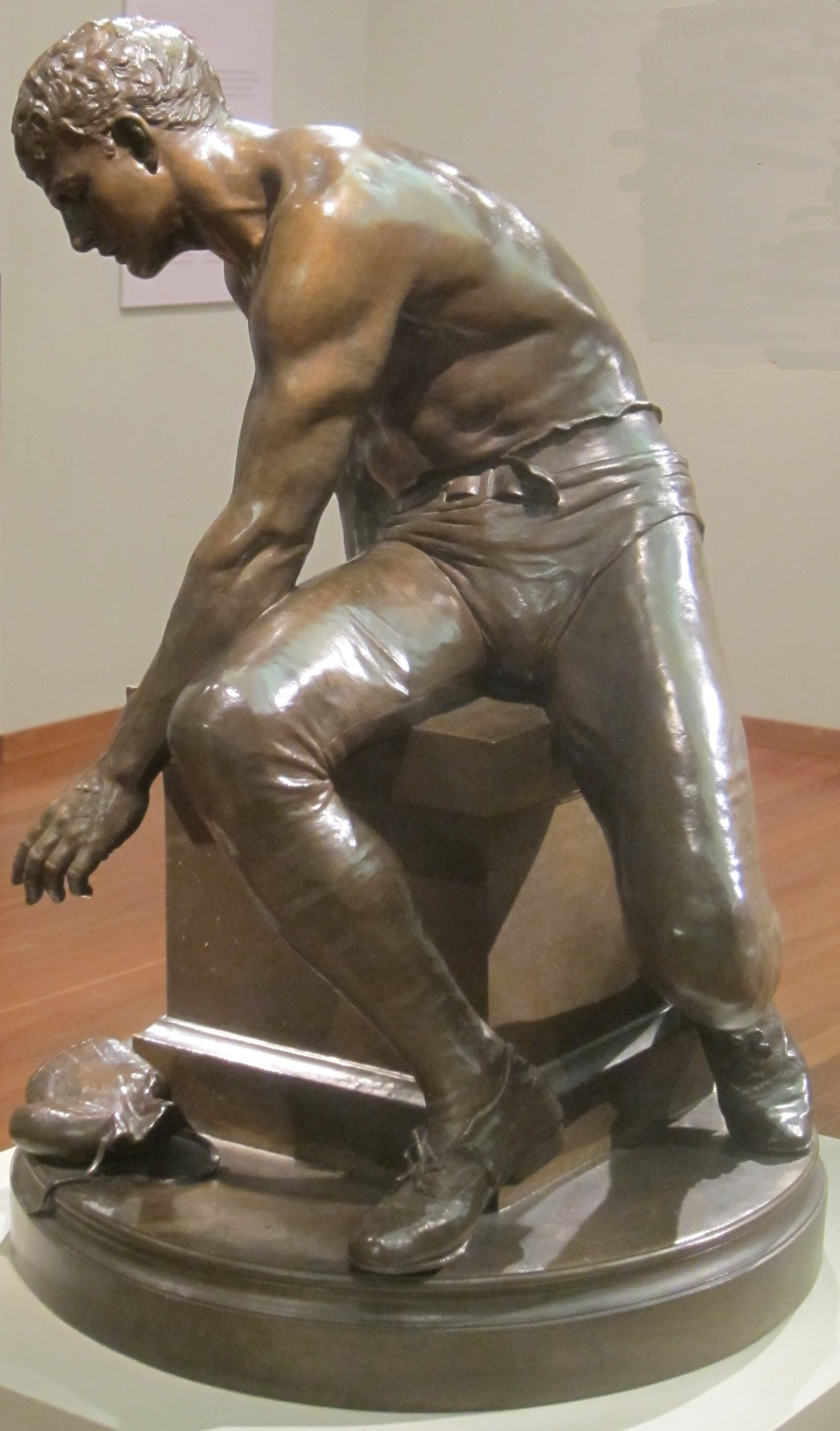
The Tired Boxer, sculpture en bronze de Douglas Tilden.

Douglas Tilden (1er mai 1861 à Chico - 5 août 1935) est un sculpteur américain. Après avoir été atteint par la scarlatine dans son enfance, il est devenu sourd. Il a ensuite étudié à la California School for the Deaf (école pour les sourds de Californie) et plus tard, a été formé à la sculpture à Paris par son maître Paul-François Choppin. Il a été marié à Elizabeth Delano Cole de 1896 à 1926. Tilden est décédé d'une insuffisance cardiaque en 1935, et a été enterré au cimetière de Mountain View .

## Œuvres
- The Tired Boxer, bronze, 1892[2].
- Bear Hunt (Chasse à l'ours), 1895[3].

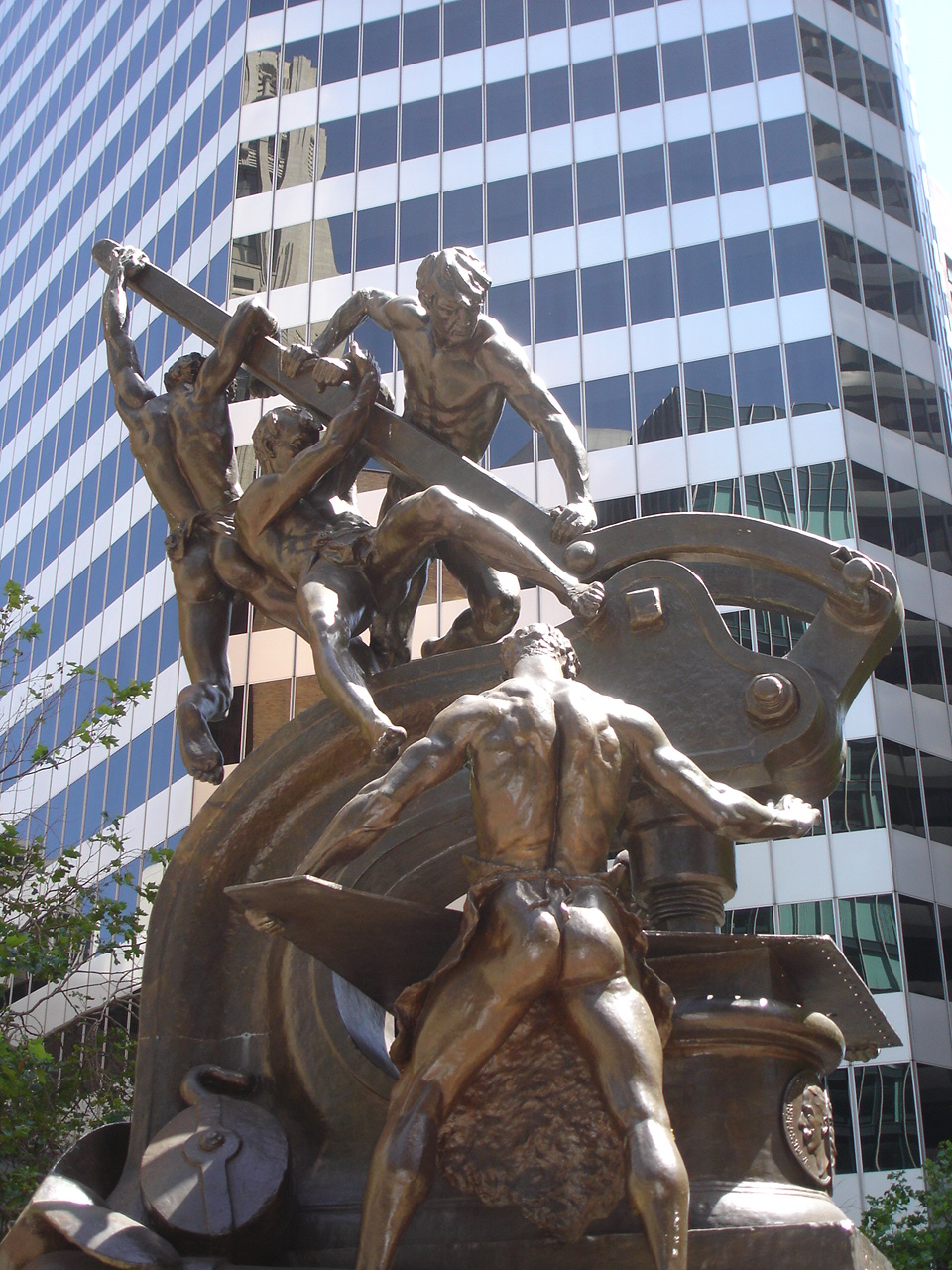
Mechanics monument (en), également connu sous le nom de Donahue Memorial Fountain, 1901 (Market Street, San Francisco).
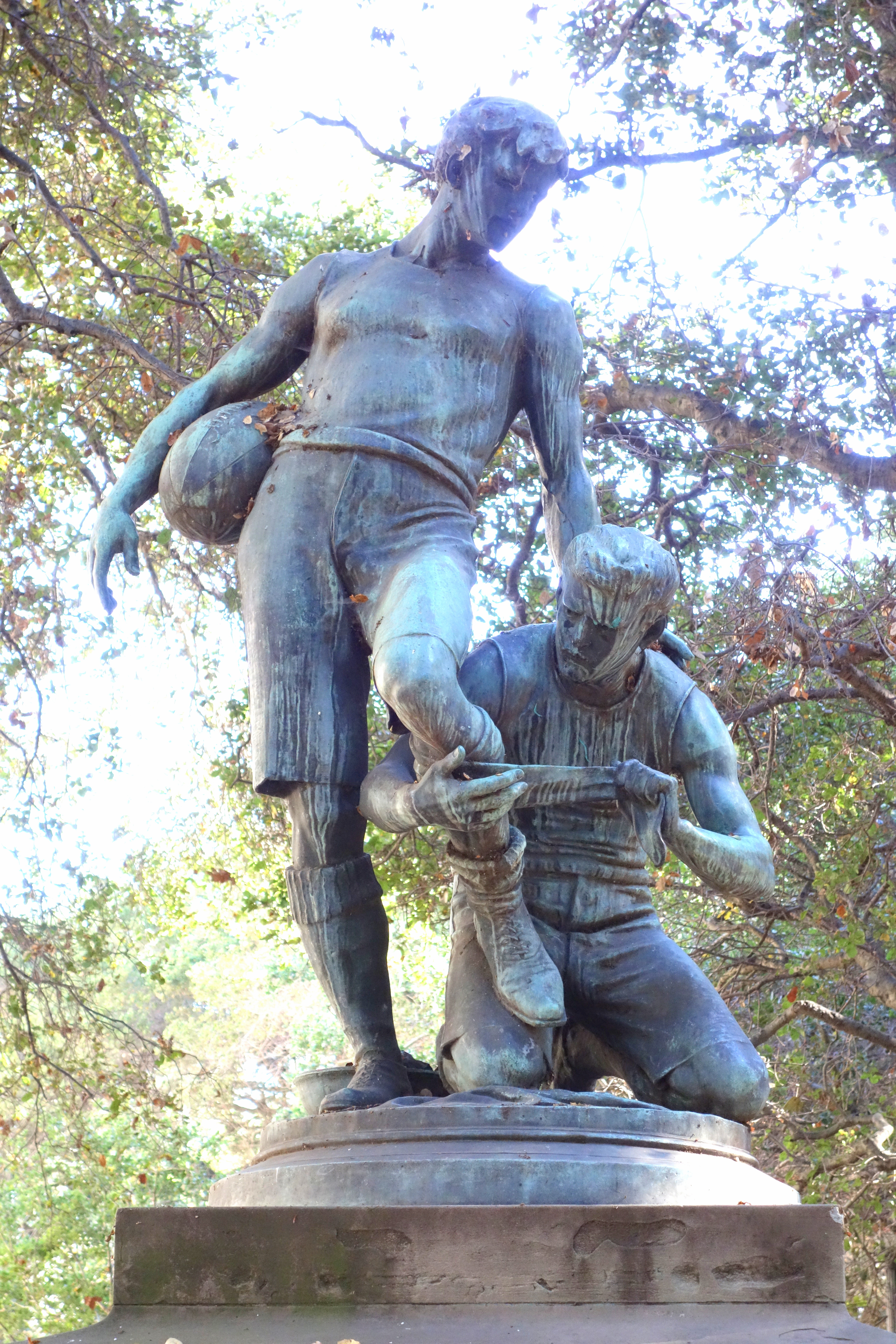
Football players (Les Joueurs de football), milieu des années 1890[4].